# Allium ochotense
Allium ochotense, nota come la cipolla siberiana, è una specie di cipolla selvatica principalmente orientale, originaria del Giappone settentrionale, della Corea, della Cina e dell'Estremo Oriente russo, nonché dell'isola di Attu in Alaska.
Alcuni autori hanno considerato A. ochotense come appartenente alla stessa specie di A. victorialis, ma autorità più recenti l'hanno trattata come una specie distinta.

## Descrizione
Allium ochotense cresce fino a 20-30 cm in altezza, con un forte odore di aglio, e ha «bulbi [...] circondati da un rivestimento grigio-marrone, a rete. Le foglie sono 1-3, glabre, ampiamente ellittiche, [...] perianzio (fiore) verde-biancastro». La pianta è a crescita lenta e, oltre alla propagazione del seme, «A. victorialis ha due sistemi di propagazione vegetativa; uno è accestente e l'altro è a gemme avventizie».
La pianta ha un intenso odore simile all'aglio (cfr. allicina) che si ritiene più intenso dell'aglio stesso.

## Etimologia
Allium è l'antico nome latino dell'aglio.
L'epiteto specifico, ochotense, è stato dato da Yarosláv Ivánovich Prokhánov (Яросла́в Ива́нович Проха́нов) [1902-1965], botanico, sistematista, geografo, genetista, dottore in scienze biologiche e professore sovietico. Presumibilmente è stato chiamato in riferimento alla regione di Okhotsk in Russia, un luogo in cui è nota la presenza di questa specie.

## Distribuzione
Allium ochotense è concentrato nell'area del bacino del fiume Amur, quindi si trova nelle regioni dell'Amur, di Khabarovsk, di Primorye, della Siberia e nelle isole Sachalin e Curili nell'estremo Oriente russo. In Cina, la pianta cresce nella Mongolia interna e in Cina (Heilongjiang, Jilin, Liaoning, Hebei, Henan, Anhui, Hubei, Zhejiang, Shaanxi, Shanxi, Gansu e Sichuan). La gamma comprende anche la Corea, nell'isola di Ulleung e le alte montagne (oltre 1000 metri) nella penisola coreana, compreso il monte Baekdu, e il Giappone (Hokkaido e Honshu), in colonie da Hokkaido fino all'area di Kinki (prefettura di Nara), in zone umide boschive di conifere e miste in terreno subalpino. La diffusione della pianta si estende nominalmente negli Stati Uniti, ma A. ochotense si trova in modo nativo solo ad Attu, l'isola più occidentale dell'arcipelago delle Aleutine. Ci sono colonie sull'isola di Unalaska, ma si pensa che vi siano state introdotte.

## Coltivazione
Dal 1990 circa, è stato coltivato a livello di orti a Hokkaido e nelle regioni innevate sul lato orientale di Honshū. In queste risaie di cipolle sono stati segnalati focolai di malattie delle piante. Richiede circa quattro anni dalla semina alla raccolta.

### Cultivar
Al dipartimento di agricoltura dell'Università di Utsunomiya, il gruppo di ricerca guidato dall'allora assistente professore Nobuaki Fujishige ha sviluppato un ibrido A. ochotense × A. tuberosum (erba cipollina all'aglio), che è stato soprannominato 行者菜 (gyōjana?). Assomiglia all'erba cipollina all'apparenza, ma eredita da A. victorialis il tratto del picciolo grosso e, come l'erba cipollina all'aglio, è pronta per la raccolta dopo 1 anno. È stato venduto nel mercato commerciale dal 2008 a Nagai, Yamagata.

## Chimica
I ricercatori hanno identificato i disolfuri di 1-propenile e le vinilditiine come composti odorosi. Agenti di odore specifici includono: "metil allil disolfuro (odore di erba cipollina cinese), diallil disolfuro (odore simile all'aglio) e dimetil disolfuro e metil allil trisolfuro (odore di sottaceti)".

## Usi

### Gastronomia

#### Cina
In Cina il suo nome è gecong (各蔥(茖蔥)) o shancong (山蔥;). Il suo uso potrebbe non essere diffuso. Una fonte menziona solo che la minoranza jiarong raccoglie le "tenere foglie che si aprono" che vengono essiccate al sole e servite in occasioni speciali.

#### Giappone
Il nome giapponese ギョウジャニンニク／行者葫 (gyōja ninniku?) significa letteralmente "un (tipo di) aglio che un gyōja usa come cibo", dove un gyōja significa un monaco o un laico impegnato in un addestramento ascetico all'aperto (cfr. shugyō (修行?), Shugendō). Gran parte del suo habitat si trova nelle riserve naturali come i parchi nazionali. Quindi è considerato un sansai (ortaggio selvatico) raro e ha prezzi elevati sul mercato.
La cipolla siberiana è un'importante pianta alimentare etnobotanica per il popolo indigeno ainu del Giappone. Nella lingua Ainu è chiamato pukusa, kitobiru, o (dal momento che "biru/hiru" è una parola giapponese per "piante a cipolla"), semplicemente kito. La cipolla siberiana entra in stagione a Hokkaido per il foraggiamento da inizio a metà maggio. Gli Ainu raccolgono tradizionalmente le foglie (ma non l'intero bulbo), che vengono sminuzzate ed essiccate per un uso futuro. La pianta può essere utilizzata dagli ainu nella zuppa salata chiamata ohaw (オハウ?), o nel rataskep (ラタシケプ?), descritto come un tipo di stufato con più ingredienti, o un piatto in cui gli ingredienti vengono gettati in olio grasso animale.
Ai giorni nostri, il gambo delle foglie può essere conservato immergendolo nella salsa di soia, oppure le foglie fresche possono essere trasformate in ohitashi (sbollentate e servite al naturale o al sapore di dashi), trasformate in gyōza (gnocchi adesivi) o mescolate in un tamagoyaki -tipo frittata. Le giovani foglie sfaldate con un picciolo di circa 1 cm hanno un sapore e una fragranza ricchi e sono particolarmente apprezzate. Inoltre, gli steli coltivati commercialmente mediante sbollentatura (cfr. asparagi bianchi) stanno guadagnando popolarità.
In Giappone ci sono un certo numero di piante non commestibili o velenose che possono essere scambiate per cipolle siberiane, e quei casi segnalati di consumo e malattia comprendono: Veratrum album (baikeisō), Veratrum stamineum (ko-baikeisō), Colchicum autumnale (inu-safuran) e mughetto. L'odore caratteristico dovrebbe distinguerlo.

#### Corea

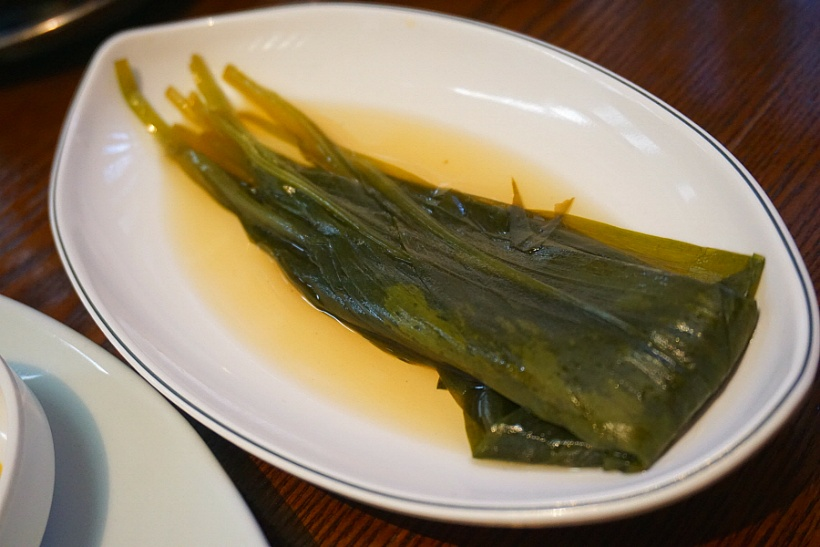
Myeongi- jangajji (foglie di cipolla siberiana sottaceto)

In Corea, l'A. ochotense e l'A. microdictyon sono chiamati sanmaneul (산마늘 , "aglio di montagna"). Mentre il nome ufficiale di A. ochotense è Ulleung sanmaneul (울릉산마늘 , "aglio di montagna dell'isola di Ulleung) il nome più comune usato dai coreani è myeongi (명이), la cui forma romanizzata è un nome inglese della pianta. Il myeongi è anche chiamato myeonginamul (명이나물), perché è considerato un namul (vegetale). Il myeongi è una specialità dell'isola di Ulleung, dove le foglie crescono più larghe e più resistenti.
Le foglie e il bulbo squamoso di myeongi vengono spesso mangiati come contorno di namul o come verdura ssam per un samgyeopsal (pancetta di maiale alla griglia). Il myeongi viene anche mangiato sottaceto come contorno di jangajji, o usato come ultimo ingrediente nel dakgomtang ("zuppa di ossa di pollo").

#### Siberia
In Siberia si mangiano i giovani germogli.

### Uso medicinale

#### Giappone
In Giappone, la pukusa o cipolla siberiana è stata usata come rimedio popolare tra gli ainu. Ad esempio, viene somministrata come diuretico per trattare il blocco delle urine relativo a determinati disturbi dello stomaco.

#### Corea
Nella medicina tradizionale coreana, il myeongi era considerato un'erba riscaldante, uno stomachico e un disintossicante. Come erba, era usata per curare indigestione, pirosi, piccoli ascessi e morsi e punture di insetti velenosi. Il seme è stato usato per combattere le polluzioni.

### Folclore
In Giappone, il folklore ainu sosteneva che a causa del suo odore, la cipolla siberiana fosse in grado di respingere le malattie. Quando scoppiava un'epidemia, la cipolla veniva lasciata appesa agli ingressi del paese o penzolante dai cornicioni di ogni casa.

## Galleria d'immagini

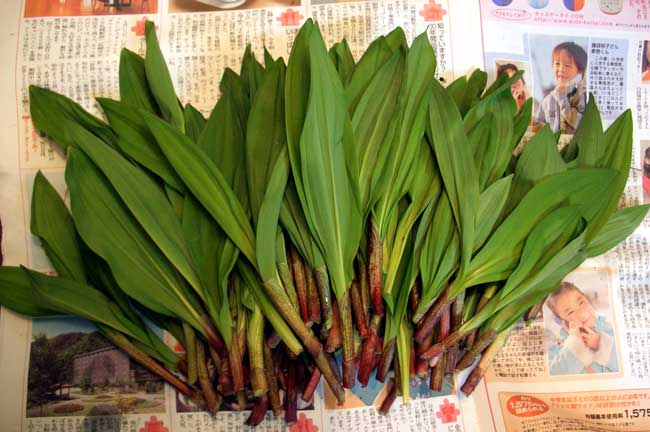
A. ochotense (Hokkaido)
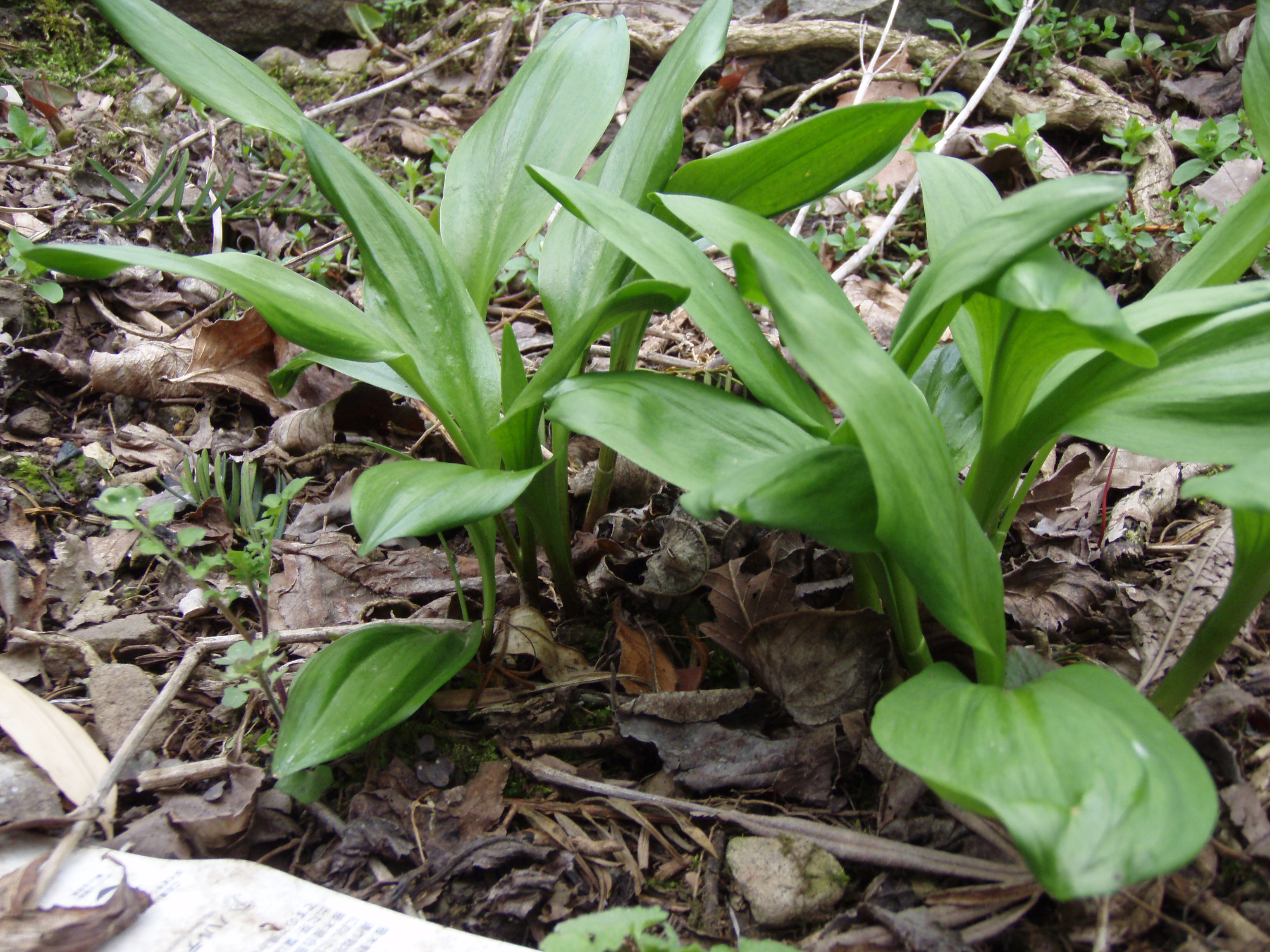
A. ochotense (prefettura di Nagano)